# Rune Fasteland
Rune Fasteland (ur. 17 grudnia 1995) – norweski siatkarz, grający na pozycji środkowego. 

## Sukcesy klubowe
Puchar Norwegii:
- 2015

NEVZA - Klubowe Mistrzostwa Krajów Nordyckich:
- 2015

Liga norweska:
- 2015

Superpuchar Belgii:
- 2015, 2018, 2019, 2022

Liga holenderska:
- 2017

Puchar Belgii:
- 2019, 2020, 2021, 2023[5]

Liga belgijska:
- 2021, 2022[6], 2023[7]
- 2019

Puchar CEV:
- 2023[8]

## Sukcesy reprezentacyjne
NEVZA U-19:
- 2013[9]

## Nagrody indywidualne
- 2013: Najlepszy środkowy NEVZA U-19